# Comitato Olimpico Gabonese
Il Comitato Olimpico Gabonese (noto anche come Comité Olympique Gabonais in francese) è un'organizzazione sportiva gabonese, nata nel 1965 a Libreville, Gabon.
Rappresenta questa nazione presso il Comitato Olimpico Internazionale (CIO) dal 1968 ed ha lo scopo di curare l'organizzazione ed il potenziamento dello sport in Gabon e, in particolare, la preparazione degli atleti gabonesi, per consentire loro la partecipazione ai Giochi olimpici. L'organizzazione è, inoltre, membro dell'Associazione dei Comitati Olimpici Nazionali d'Africa.
L'attuale presidente dell'associazione è Léon Louis Folquet, mentre la carica di segretario generale è occupata da André Franck Angwe Aboughe.